# Liste von Delphinbrunnen
Als Delphinbrunnen bzw. Delfinbrunnen werden Springbrunnen bezeichnet, die als Brunnenfigur mit einem oder mehreren Delfinen ausgestattet sind und diese dabei entweder selbst oder begleitet bzw. geritten von Putten im Mittelpunkt stehen. In die Übersicht sind nur solche Brunnen aufgenommen, deren offizielle Bezeichnung das Wort Delphin enthält. Die Liste erhebt keinen Anspruch auf Vollständigkeit.
Die Liste ist nach Orten, dem Jahr der Einweihung und weiteren Fakten sortierbar.

## Bekannte Delfinbrunnen

### Deutschland
| Name                                                         | Bild           | Standort                                                                                    | Jahr der Einweihung                    | Baumeister/Künstler                        | Kurzinformationen |
| ------------------------------------------------------------ | -------------- | ------------------------------------------------------------------------------------------- | -------------------------------------- | ------------------------------------------ | --- |
| Delfinbrunnen (Berlin-Friedrichshain)                        | weitere Bilder | Berlin-Friedrichshain (Lage)                                                                | 1913                                   | Ludwig Hoffmann, Georg Wrba                | Der Delfinbrunnen ist ein Nebenprodukt des bekannten Märchenbrunnens. |
| Delphinbrunnen (Berlin-Wilmersdorf)                          | weitere Bilder | Berlin-Wilmersdorf (Lage)                                                                   | 1968                                   | Hans Bautz                                 | Zwei Delphine bilden einen Ring, durch den ein dritter Delphin hindurchspringt. |
| Delphinbrunnen (Böblingen)                                   | weitere Bilder | Böblingen, im Oberen See (Lage)                                                             | 1974                                   | Rudolf Christian Baisch                    | Siehe auch: Liste der Brunnen in Böblingen |
| Delphinbrunnen (Detmold)                                     | weitere Bilder | Detmold, Palaisgarten (Lage)                                                                | 1856                                   | Friedrich Wilhelm Dankberg                 | [ 1 ] |
| Delphinbrunnen (Dresden)                                     | weitere Bilder | Dresden, Brühlsche Terrasse (Lage)                                                          | 1749/1750, 1945 zerstört, 1954 kopiert | Johann Gottfried Knöffler?, Pierre Coudray | Bedeutendster der Delphinbrunnen in Dresden, zwei weitere in Dresden vorhanden |
| Delphinbrünnlein                                             | weitere Bilder | Erlangen, Schlossgarten (Lage)                                                              | 1914                                   | Heinrich Mantel Junior                     | |
| Delphinbrunnen (Schloss Ettlingen)                           | weitere Bilder | Ettlingen, Schloss Ettlingen (Lage)                                                         | 1612                                   | Johannes Schoch                            | Auf dem Schlossfreigelände befindet sich eine Kopie, das Original ist im Schlossgebäude zu besichtigen. Das Material des Beckens und seiner Figuren ist rötlicher Sandstein. Der wasserspeiende und namensgebende Delfin wurde von Zoologen später als Wels identifiziert. |
| Abteibrunnen                                                 | weitere Bilder | Herford, Stift Herford (Lage)                                                               | 1917                                   | Alfred Glaser                              | siehe auch Brunnen in Herford#Der Abteibrunnen |
| Delphinreiterbrunnen                                         |                | Kaiserslautern, Privatgarten Gärtnereistraße (Lage)                                         | 1955                                   |                                            | |
| Delphinbrunnen (München) (auch Bacchant auf Delphin genannt) | weitere Bilder | München, Stadtbezirk Maxvorstadt, Platz an der Dachauer Straße / Ecke Augustenstraße (Lage) | 1902                                   | Arthur Storch                              | |
| Delphinbrunnen (Schloss Weilburg)                            | weitere Bilder | Weilburg, Schloss Weilburg (Lage)                                                           |                                        |                                            | |
| Delphinbrunnen (Weimar)                                      | weitere Bilder | Weimar, Schloss Belvedere bzw. auf dem Teichplatz (Lage)                                    |                                        |                                            | siehe auch Delphinbrunnen in Weimar |

### Weitere
| Name                                                     | Bild           | Standort                                                                 | Staat                  | Jahr der Einweihung | Baumeister/Künstler    | Kurzinformationen |
| -------------------------------------------------------- | -------------- | ------------------------------------------------------------------------ | ---------------------- | ------------------- | ---------------------- | --- |
| Fontaine des Quatre-Dauphins (Fontäne mit vier Delfinen) | weitere Bilder | Aix-en-Provence                                                          | Frankreich             |                     |                        | |
| Delphinbrunnen (Klagenfurt)                              | weitere Bilder | Klagenfurt, Erzherzog-Johann-Park                                        | Österreich             | 1929                | Josef Valentin Kassin  | |
| Delphinbrunnen (Kos)                                     |                | Kos (Stadt) in der Nähe des Mandráki-Hafens                              | Griechenland           |                     |                        | |
| Boy and Dolphin                                          | weitere Bilder | London, Hyde Park                                                        | Vereinigtes Königreich | 1863                | Alexander Munro        | Der Brunnen steht im Rosengarten der Hyde-Park-Corner. |
| Delphinbrunnen (Luzern)                                  | weitere Bilder | Luzern, auf dem Gelände des Schulhauses Hubelmatt, am Zihlmattweg (Lage) |                        |                     |                        | |
| Delphinbrunnen (Schloss Frohnburg)                       |                | Salzburg, Schloss Frohnburg                                              | Österreich             | 1613/15(?)          |                        | Brunnenfigur, die auf ein antikes Vorbild zurückgeht, das sich heute im Archäologischen Nationalmuseum Neapel befindet. Bei Giovanni Battista Cavalieri „Antiquarum Statuarum Urbis Romae“ (1593, fol. 63) falsch als Alpheus bezeichnet. |
| Delphinbrunnen                                           | weitere Bilder | Salzburg, Mülln                                                          | Österreich             | 1727                | Sebastian Stumpfegger  | In einem achteckigen steinernen Brunnenbecken wurde ein symbolischer Felsen platziert. Auf ihm posieren zwei Delphine, auf deren Schwanzflossen ein Putto sitzt; siehe auch Mülln#Delphinbrunnen                                          |
| Delphinbrunnen (Salzburg)                                | weitere Bilder | Salzburg, Nonntal                                                        | Österreich             |                     |                        | |
| Delfinbrunnen (Viterbo)                                  | weitere Bilder | Viterbo, Villa Lante                                                     | Italien                | 1596                |                        | |
| Delphinbrunnen                                           |                | Wien, Schottenstift                                                      | Österreich             | 1874                |                        | |
| Delfinbrunnen                                            |                | Wien, im Kassensaal des Maria-Theresien-Schlössels                       | Österreich             |                     |                        | |
| Delphinbrunnen mit Knabe                                 | weitere Bilder | Wien, am Dr. Ignaz-Seipel-Platz                                          | Österreich             | 1755                | Franz Joseph Lenzbauer | An der Fassade der Österreichischen Akademie der Wissenschaften befinden sich zwei identische Wandbrunnen, die jeweils einen Knaben, auf einem wasserspeienden Delfin reitend, darstellen.                                                |
| Delfinbrunnen (Zürich)                                   | weitere Bilder | Zürich                                                                   | Schweiz                | 1942                |                        | |